# 濱田矩男
濱田 矩男（はまだ のりお、1940年1月13日 - 2023年11月24日）は、日本の実業家。東邦ホールディングス代表取締役社長を経て、同社取締役最高顧問。

## 人物・経歴
兵庫県生まれ。1963年学習院大学政経学部卒業。1966年東邦薬品入社。1979年取締役大森支店長に昇格。1991年取締役経営企画室長。1993年常務取締役。1999年代表取締役専務。2001年代表取締役副社長。2005年代表取締役社長CEO兼COO。2009年には持株会社に改組された東邦ホールディングスの代表取締役社長及び新設の事業子会社である東邦薬品の代表取締役会長に就任。2010年東邦薬品取締役会長。2017年東邦ホールディングス代表取締役会長CEO。2021年東邦ホールディングス取締役最高顧問。
2023年11月24日、急性白血病のため死去。83歳没。